# Němčice (Strakonicei járás)
Němčice falu és önkormányzat (obec) Csehország Dél-csehországi kerületének Strakonicei járásában. Területe 2,75 km², lakosainak száma 107 (2008. 12. 31). A falu Strakonicétől mintegy 11 km-re délnyugatra, České Budějovicétől 56 km-re északnyugatra, és Prágától 109 km-re délnyugatra fekszik. Němčice Zahorčice, Nihošovice, Čestice (Strakonicei járás) és Hoslovice településekkel határos. Lakosainak száma 106 fő (2024. január 1.).
A település első írásos említése 1227-ből származik.

## Népesség
A település népessége az elmúlt években az alábbi módon változott:
| Lakosok száma | 301  | 298  | 326  | 224  | 149  | 130  | 102  | 104  | 105  | 106  |
|               | 1869 | 1900 | 1921 | 1961 | 1980 | 2011 | 2016 | 2019 | 2021 | 2024 |